# Ramona Schacht
Ramona Schacht (geb. 1989 in Gifhorn) ist eine deutsche Künstlerin und Fotografin. In ihren Arbeiten setzt sie sich mit der visuellen Repräsentation von Arbeit auseinander, insbesondere von Textilarbeiterinnen in der ehemaligen DDR und anderen sozialistischen Ländern.

## Leben
Ramona Schacht wurde 1989 in Gifhorn geboren. Sie studierte Kunst, Geschichte und Religion an den Universitäten Essen und Greifswald und schloss dort mit dem Staatsexamen ab. Anschließend absolvierte sie ein Fotografie-Diplom an der Hochschule für Grafik und Buchkunst Leipzig (HGB) in der Klasse von Heidi Specker (2016–2020). Bereits zuvor studierte sie im Rahmen einer Meisterklasse an der Burg Giebichenstein Kunsthochschule Halle (2015–2016). 2012 führte sie ein einjähriges Forschungsprojekt nach Namibia. Sie lebt und arbeitet in Leipzig.

## Wirken
Ramona Schacht setzte sich in ihren Arbeiten mit historischen Fotodokumenten auseinander, insbesondere solchen, die Frauen in der Textilindustrie zeigen.
In ihrer Werkreihe Pictures as a Promise (p.a.a.p.) nutzte sie Archivmaterial aus Leipzig und Kyiv, das ursprünglich der sozialistischen Propaganda diente. Diese Fotografien zeigen Arbeiterinnen in scheinbar sanfter, harmonischer Atmosphäre – ein starker Kontrast zur tatsächlichen Härte der Fabrikarbeit.
Schacht wählt gezielt Bildausschnitte, anonymisiert die abgebildeten Frauen und verschiebt die Aufmerksamkeit auf ihre Körperhaltungen, Gesten und Kleidung. Damit möchte sie auf strukturelle Arbeitsbedingungen und das kollektive Erbe weiblicher Erfahrungen hinweisen. Gleichzeitig untersuchte sie die Inszenierung der Fotografien, die häufig männliche Blicke und ideologische Steuerung in sich tragen.
Ein wiederkehrendes Element in Schachts Arbeit ist die Beschäftigung mit Archiven selbst. Ihre Installationen enthalten oft überdimensionierte Diakästen oder Glasvitrinen mit Recherchematerialien, die den Prozess der Sichtung und Auswahl historischer Bilder nachvollziehbar machen.
2018 wurde Schacht mit ihrer Ausstellung Not Enough im Museum der bildenden Künste Leipzig einem größeren Publikum bekannt. Die Ausstellung war Teil des Programms CONNECT Leipzig, das jungen Künstlern erste Museumserfahrungen ermöglichte.
2022 prangerte sie mit einer künstlerischen Protestaktion an der Baumwollspinnerei Leipzig eine „kollektive Gedächtnislücke“ an. Am Gebäude von Spinnerei-Chef Bertram Schultze hängte sie ein Banner auf mit der Aufschrift „Hier haben 3200 Frauen gearbeitet. Sie hätten die Direktorinnen von heute sein müssen“, daneben Fotoarbeiten, die die Arbeiterinnen zeigten.
Im Rahmen der Gruppenausstellung Dokumentarfotografie Förderpreise 14 gemeinsam mit drei weiteren ausgezeichneten Dokumentarfotografinnen wurden ihre Werke im Museum Folkwang Essen und in der Staatsgalerie Stuttgart präsentiert. In dieser Serie entlarvt sie die Darstellung der Frauen in der DDR-Textilproduktion als ideologische Inszenierung und rückt ihre reale Handlungs- und Körperpraxis ins Zentrum.
2024 war sie mit Werken an der Plat(t)form Winterhur im Fotomuseum Winterthur präsent. 2025 war ihre Serie Pictures as a Promise (p.a.a.p.) in der Ausstellung Connecting Threads. Textilproduktion und die Arbeit an ihren Bildern auf dem Gelände der Leipziger Baumwollspinnerei zu sehen. Die Ausstellung zeigte Fotografien von Christiane Eisler, Anfang der Neunzigerjahre in bald abzuwickelnden ostdeutschen Industrieunternehmen aufgenommen, die mit Foto-, Textil- und Archivarbeiten der Künstlerinnen Ramona Schacht und Johanna Rogalla korrespondierten. Sie fand laut Besprechung in der Frankfurter Allgemeine Zeitung genau am richtigen Ort statt. Wie Ramona Schacht aus Gesprächen mit ehemaligen Arbeiterinnen berichtet habe, waren die Textilarbeiterinnen nicht Teil des  Transformationsprozesses der Spinnerei. Nach der Wende sei „den Frauen jeglicher Bezugspunkt zu ihrem langjährigen Arbeitsort, der Spinnerei, abhandengekommen“.